# پابرهنه در پارک
پابرهنه در پارک (انگلیسی: Barefoot in the Park) فیلمی کمدی محصول سال ۱۹۶۷ به کارگردانی جین ساکس برپایه نمایشنامه‌ای به همین نام اثر نیل سایمون با بازی رابرت ردفورد و جین فوندا است.

## داستان فیلم
پل و کوری براتر (رابرت ردفورد، جین فوندا) زوج جوانی هستند که پس از گذراندن ماه عسل به آپارتمان کوچک، سرد و خالی‌شان در طبقه پنجم ساختمانی قدیمی می‌روند. ماجراجوئی و پرشروشور بودن کوری مقابل آرامش و خونسردی پل (که وکیل دعاوی تازه‌کار است)، به همراه شرایط نامساعد خانه، همسایه‌های عجیب‌وغریب و به‌خصوص، به دعوائی سخت و رفتن شوهر از خانه منجر می‌شود.